# Henry Ireton
Henry Ireton (født 1610, død 26. november 1651) var en engelsk general og statsmand.
Ireton sluttede sig i borgerkrigen under Karl I til parlamentspartiet. Han blev hurtig en ven af Cromwell, hvis datter Bridget han 1647 ægtede. Energisk og fanatisk, som han var, kom han til at spille en stor rolle i kampen mod de kongeligsindede og viste sig som en meget duelig general. Som medlem af den domstol, der dømte kongen til døden, øvede han en ikke ringe indflydelse på dommens udfald. Siden fulgte han med Cromwell til Irland for at kue rejsningen der, og da denne drog bort for at bekæmpe skotterne, overtog Ireton overbefalingen og fuldførte øens underkastelse. Få dage efter Limericks erobring døde han af pest. Han var frygtet af fjenderne på grund af sin strenghed, men rostes for sin pligttroskab og samvittighedsfuldhed. Han blev begravet i Westminster-abbediet, men efter restaurationen blev Iretons lig 
"henrettet" posthumt sammen med Cromwell og dommeren John Bradshaw.